# Shouhushan Linchang (bondby i Kina, Heilongjiang Sheng, lat 48,60, long 129,90)
Shouhushan Linchang (kinesiska: 守虎山林场) är en bondby i Kina. Den ligger i provinsen Heilongjiang, i den nordöstra delen av landet, omkring 400 kilometer nordost om provinshuvudstaden Harbin. Antalet invånare är 379. Befolkningen består av 183 kvinnor och 196 män. Barn under 15 år utgör 9,0 %, vuxna 15-64 år 81 %, och äldre över 65 år 8,0 %.
Runt Shouhushan Linchang är det glesbefolkat, med 14 invånare per kvadratkilometer. Shouhushan Linchang är det största samhället i trakten. I omgivningarna runt Shouhushan Linchang växer i huvudsak blandskog.
Genomsnittlig årsnederbörd är 969 millimeter. Den regnigaste månaden är juli, med i genomsnitt 233 mm nederbörd, och den torraste är januari, med 11 mm nederbörd.